# Vuorisaari (ö i Kajanaland, Kehys-Kainuu)
Vuorisaari är en ö i Finland. Den ligger i sjön Hyrynjärvi och i kommunen Hyrynsalmi i den ekonomiska regionen  Kehys-Kainuu  och landskapet Kajanaland, i den centrala delen av landet, 500 km norr om huvudstaden Helsingfors. Öns area är 1,54 kvadratkilometer och dess största längd är 2,3 kilometer i öst-västlig riktning.